# Новоалександровка (Житомирская область)
Новоалександровка (укр. Новоолександрівка) — село на Украине, находится в Звягельском районе Житомирской области.
Код КОАТУУ — 1821780306. Население по переписи 2001 года составляет 61 человек. Почтовый индекс — 11265. Телефонный код — 4149. Занимает площадь 0,413 км².

## Местная власть
11255, Житомирская область, Звягельский р-н, с. Бараши, ул. Героев Майдана, 10